# Dąbrówka Mała (Węgorzewo)
Dąbrówka Mała (deutsch Klein Dombrowken, 1938–1945 Dammfelde) ist ein Ort in der polnischen Woiwodschaft Ermland-Masuren, der zur Stadt- und Landgemeinde Węgorzewo (Angerburg) im Powiat Węgorzewski (Kreis Angerburg) gehört.

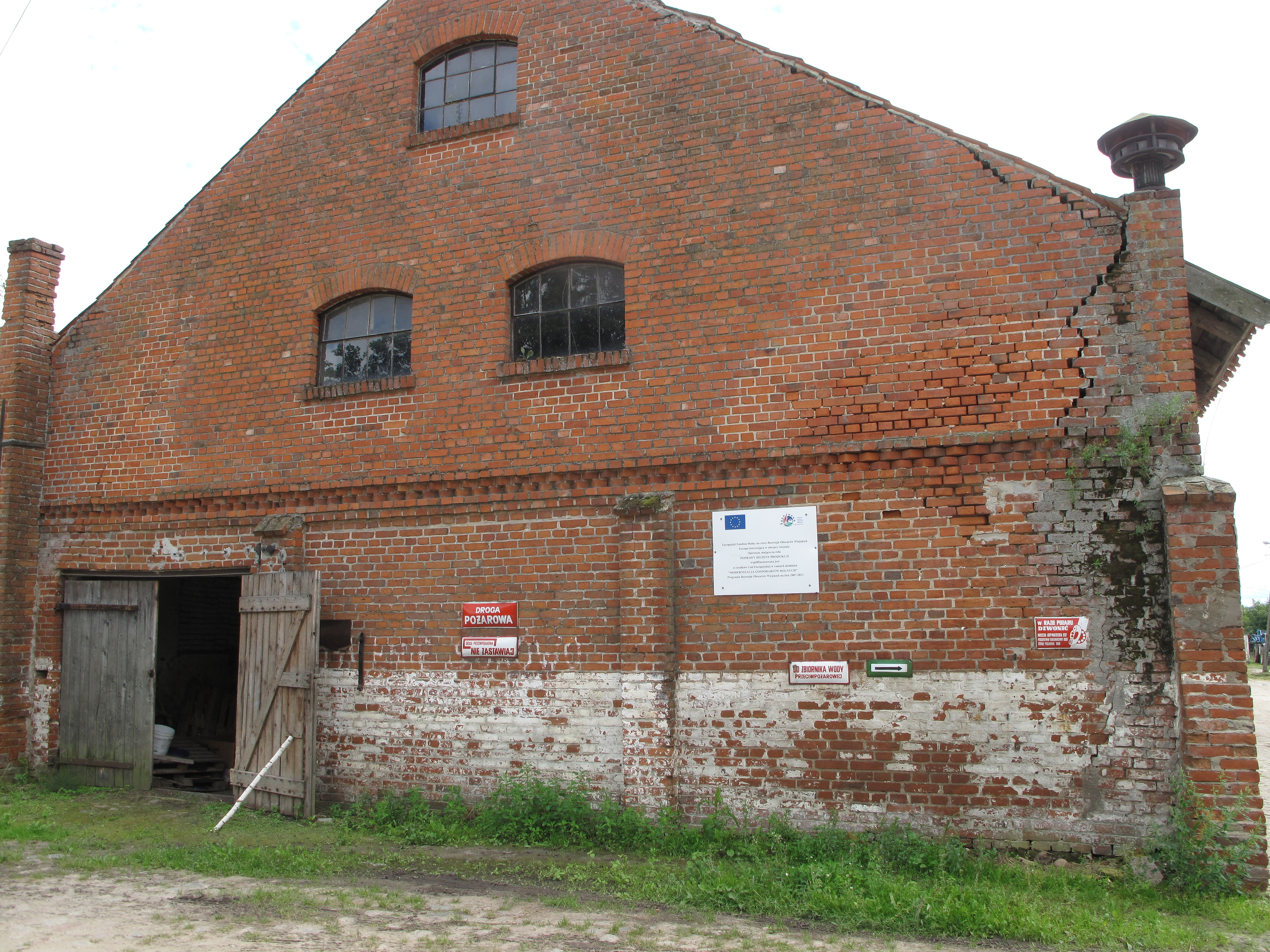
Ein Wirtschaftsgebäude des ehemaligen Gutes

## Geographische Lage
Dąbrówka Mała liegt nördlich des Rehsauer Sees (polnisch Jezioro Rydzówka) im Nordosten der Woiwodschaft Ermland-Masuren, neun Kilometer nordwestlich der Kreisstadt Węgorzewo (Angerburg).

## Geschichte

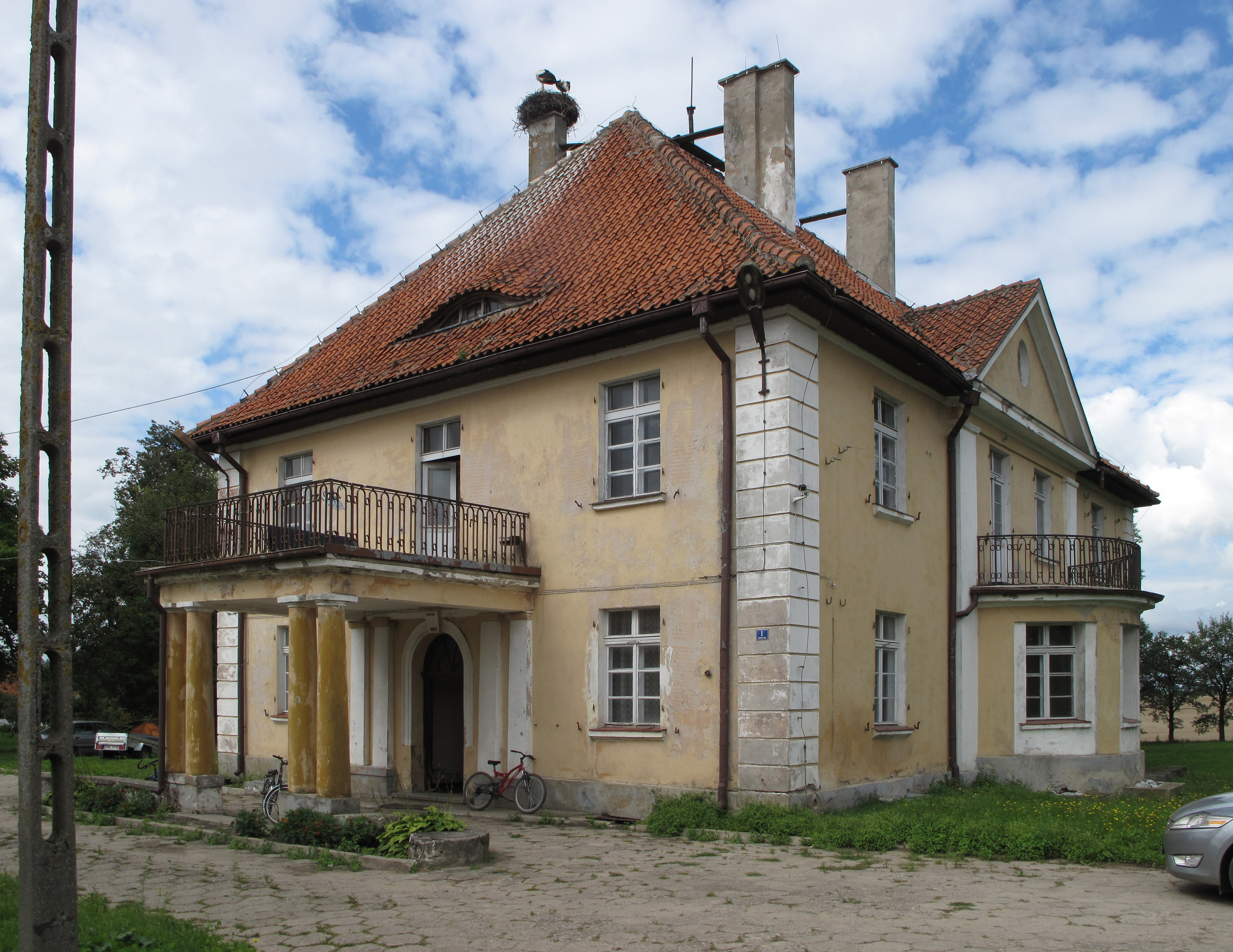
Das einstige Gutshaus in Dąbrówka Mała (Klein Dombrowken) im Jahre 2012

Das heutige Dąbrówka Mała wurde im Jahr 1482 als Damerau gegründet. In der Folgezeit trug es Namen wie Klein Dombrowcken (um 1552), Dombrowken (vor 1818) bzw. Klein Dombrowken (bis 1938). Das Gutsdorf kam 1874 als Gutsbezirk zum Amtsbezirk Guja im Kreis Angerburg im Regierungsbezirk Gumbinnen der preußischen Provinz Ostpreußen. Im Jahr 1910 zählte Klein Dombrowken 102 Einwohner.
Am 30. September 1928 gab das Dorf seine Eigenständigkeit auf und fusionierte mit Klein Guja (nicht mehr existent) und Groß Guja (polnisch Guja) zur neuen Landgemeinde Groß Guja. Am 3. Juni (amtlich am 16. Juli) 1938 wurde Klein Dombrowken in Dammfelde umbenannt.
Im Jahr 1945 kam das südliche Ostpreußen und mit ihm auch Dammfelde in Kriegsfolge zu Polen und erhielt die polnische Namensform Dąbrówka Mała. Heute ist das Dorf eine Ortschaft im Verbund der Stadt- und Landgemeinde Węgorzewo im Powiat Węgorzewski, bis 1998 der Woiwodschaft Suwałki, seither der Woiwodschaft Ermland-Masuren zugehörig.

## Religionen
Klein Dombrowken war vor 1945 in die evangelische Kirche Engelstein in der Kirchenprovinz Ostpreußen der Evangelischen Kirche der Altpreußischen Union und in die katholische Angerburger Kirche zum Guten Hirten im Bistum Ermland eingepfarrt.
Heute gehört Dąbrówka Mała zur katholischen Pfarrei St. Josef in Węgielsztyn im Bistum Ełk (Lyck) der Römisch-katholischen Kirche in Polen bzw. zur evangelischen Kirchengemeinde in Węgorzewo, einer Filialgemeinde der Pfarrei in Giżycko (Lötzen) in der Diözese Masuren der Evangelisch-Augsburgischen Kirche in Polen.

## Verkehr
Dąbrówka Mała liegt am Kreuzungspunkt zweier Nebenstraßen, die  von Prynowo (Prinowen, 1938–1945 Primsdorf) und die Landesstraße DK 63 (ehemalige deutsche Reichsstraße 131) über Brzozowo (Brosowen, 1938–1945 Hartenstein) nach Bajory Małe (Klein Bajohren, 1938–1945 Kleinblankenfelde) und weiter bis Brzeźnica (Birkenfeld) an der polnisch-russischen Grenze bzw. von Przystań (Prinowen, 1938–1945 Primsdorf) und die Woiwodschaftsstraße 650 über Węgielsztyn (Engelstein) nach Perły (Perlswalde) führen. Eine Bahnanbindung besteht nicht.